# Francisco Campos (cyclisme)
Pour le juriste et politicien brésilien, voir Francisco Campos. Pour les homonymes, voir Campos.
Brito Campos est un nom portugais ; le premier nom de famille (d'usage facultatif) est Brito et le second est Campos.
Francisco Joaquim Brito Campos, né le 10 octobre 1997 à Penafiel, est un coureur cycliste portugais.

## Biographie
Après une saison 2018 au sein de l'équipe Miranda-Mortágua, il court pendant trois saisons entre 2019 et 2021 chez W52-FC Porto.
Au mois d'août 2020, il se classe troisième du championnat du Portugal de cyclisme sur route.
En 2022, il rejoint l'équipe Efapel. En août, son domicile est fouillé par la police dans le cadre de l'« Operação Prova Limpa », une longue enquête policière menée par les procureurs de Porto. Il est retiré par l'équipe de la liste de départ du Tour du Portugal, puis son contrat est résilié.
En 2023, il est innocenté dans l'« Operação Prova Limpa » et fait son retour dans le club de Fonte Nova-Felgueiras (ancienne structure du W52-FC Porto).

## Palmarès sur route

### Par année
- 2013
  - 2e du championnat du Portugal du contre-la-montre cadets
- 2016
  - 5e étape du Tour de Galice
- 2017
  -  Champion du Portugal sur route espoirs
  - Prova de Abertura
  - 1re et 2eb étapes du Tour des Terres de Santa Maria da Feira
  - 2e du Circuit de Curia
- 2018
  - 3e et 4e étapes du Tour du Portugal de l'Avenir
  - 2e de la Coupe du Portugal
  - 3e du Tour des Terres de Santa Maria da Feira
  - 3e des Jogos Santa Casa
- 2019
  - 2e étape du Tour de l'Espoir
  - Grande Prémio Anicolor
  - Rota da Filigrana
  - 2e du Tour des Terres de Santa Maria da Feira
- 2020
  - 3e du championnat du Portugal sur route
- 2021
  - Grande Prémio Anicolor
- 2023
  - 1re étape du Grande Prémio O Jogo
  - 3e de la Prova de Abertura
  - 3e de la Classica da Arrábida
- 2024
  - Clássica da Primavera
  - Clássica Viana do Castelo
  - 2e étape du Grande Prémio Anicolor
  - 2e de la Clássica de Santo Thyrso
  - 2e de la Coupe du Portugal
- 2025
  - 2e du Mémorial Bruno Neves

### Classements mondiaux
| Année                                 | 2016  | 2017  | 2018 | 2019  | 2020 | 2021 | 2022 | 2023  | 2024  |
| ------------------------------------- | ----- | ----- | ---- | ----- | ---- | ---- | ---- | ----- | ----- |
| Classement mondial                    | 2807e | 2613e | nc   | 1374e | 586e | 906e | nc   | 1572e | 2519e |
| UCI Europe Tour                       | 1866e | 1775e | nc   | 941e  | 476e | 694e | nc   | nc    | nc    |
|                                       |       |       |      |       |      |      |      |       |       |
| Légende : nc = non classéSource : UCI |       |       |      |       |      |      |      |       |       |

## Palmarès sur piste

### Championnats nationaux
- 2012
  -  Champion du Portugal de vitesse cadets
  - 2e du championnat du Portugal de course aux points cadets
- 2013
  -  Champion du Portugal de vitesse cadets
  - 2e du championnat du Portugal de course aux points cadets
- 2014
  - 2e du championnat du Portugal de l'omnium juniors
  - 2e du championnat du Portugal de vitesse juniors
  - 2e du championnat du Portugal de vitesse par équipes juniors
  - 3e du championnat du Portugal de poursuite par équipes juniors
- 2015
  -  Champion du Portugal du scratch juniors

## Palmarès en cyclo-cross
- 2022-2023
  - 3e du championnat du Portugal de cyclo-cross